# Morrisville (contea di Greene, Pennsylvania)
Morrisville è un census-designated place (CDP) degli Stati Uniti d'America, situato nello stato della Pennsylvania, nella contea di Greene.